# Kisterenye
Kisterenye (szlovákul Malá Tereňa) a Mátra hegységtől északnyugatra, a Cserháttól keletre található Bátonyterenye legészakibb fekvésű városrésze, korábban önálló község. 1971-ben nagyközséggé nyilvánították, 1984-ben egyesült Nagybátonnyal. A környék a bronzkor óta folyamatosan lakott.

## Fekvése
A Zagyva völgyében fekszik, 180-250 méterrel a tengerszint felett, a megyeszékhely, Salgótarján központjától mintegy 12 kilométerre délre. A szomszédos települések: észak felől Vizslás, északkelet felől Rákóczibánya, kelet felől Nemti, délkelet felől Dorogháza, dél felől Maconka, nyugat felől Szúpatak – mindkét utóbbi, hozzá hasonlóan ma Bátonyterenye része –, északnyugat felől pedig Zagyvapálfalva, mely pedig Salgótarján legdélebbi fekvésű városrésze.

### Megközelítése
Legfontosabb közúti megközelítési útvonala a 21-es főút, mely a belterületét is átszeli délről észak felé húzódva, ezen érhető el a megyeszékhely és (Hatvan érintésével) Budapest, illetve az ország távolabbi részei felől is. A 21-esből itt ágazik ki kelet felé a 23-as főút, mely Pétervásárán át a Mátra és a Bükk hegységek határvidékéig vezet. Rákóczibányával és azon keresztül Kazárral, illetve Mátraszelével a 2301-es, Maconkával és azon keresztül Nagybátony központjával a 2409-es út, Mátraverebély különálló településrészeivel pedig a 21 166-os út köti össze.
A településrész vasúton is könnyedén megközelíthető, a 81-es számú Hatvan–Somoskőújfalu-vasútvonalon, melynek egy állomása és egy megállóhelye is van itt: a központ közelében Kisterenye vasútállomás, a belterület északi peremén pedig Kisterenye-Bányatelep megállóhely. Kisterenye a 84-es számú Kisterenye–Kál-Kápolna-vasútvonal végállomása is volt, azonban itt 2007. március 4-től megszüntették a személyforgalmat. Iparvágány is indult innen egészen Kazárig, de ma már csak Rákóczibányáig van rajta teherforgalom, a további szakaszon a pályát felszedték. Az aránylag nagy személyforgalmat bonyolító állomás a 23-as főútból, annak nagyjából a 600-as méterszelvényénél észak felé kiágazó 23 301-es számú mellékúton közelíthető meg.

#### Vasúti különlegességek

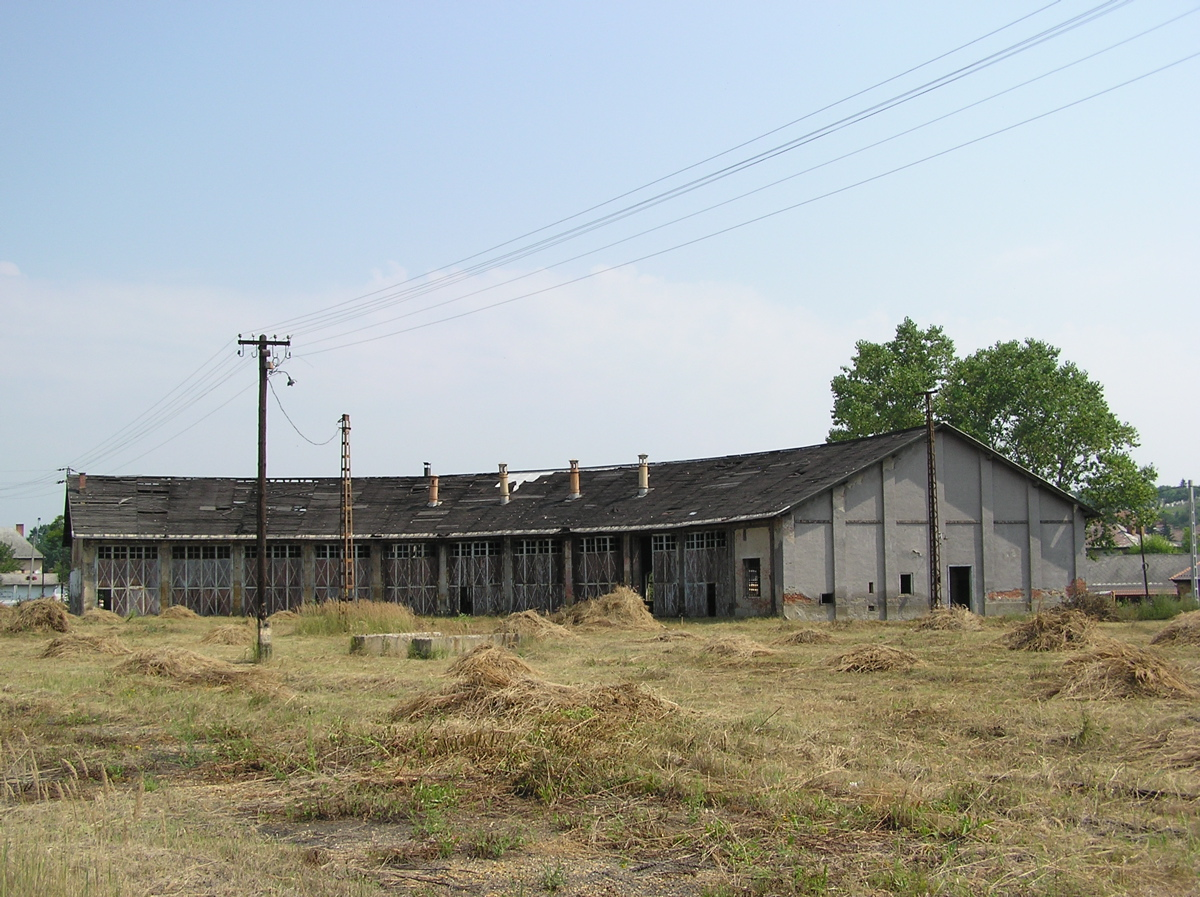
A kisterenyei körfűtőház, 2006-ban

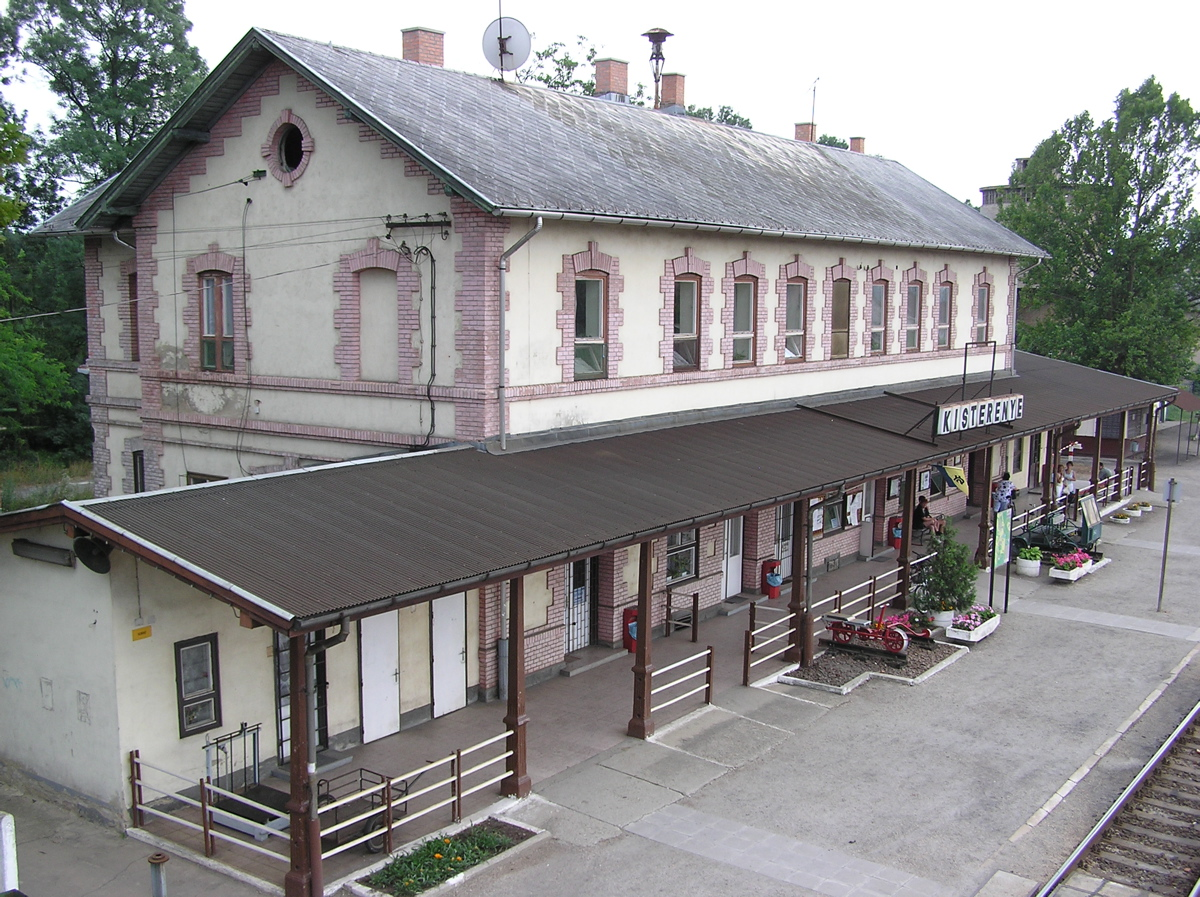
A kisterenyei vasútállomás, 2006-ban

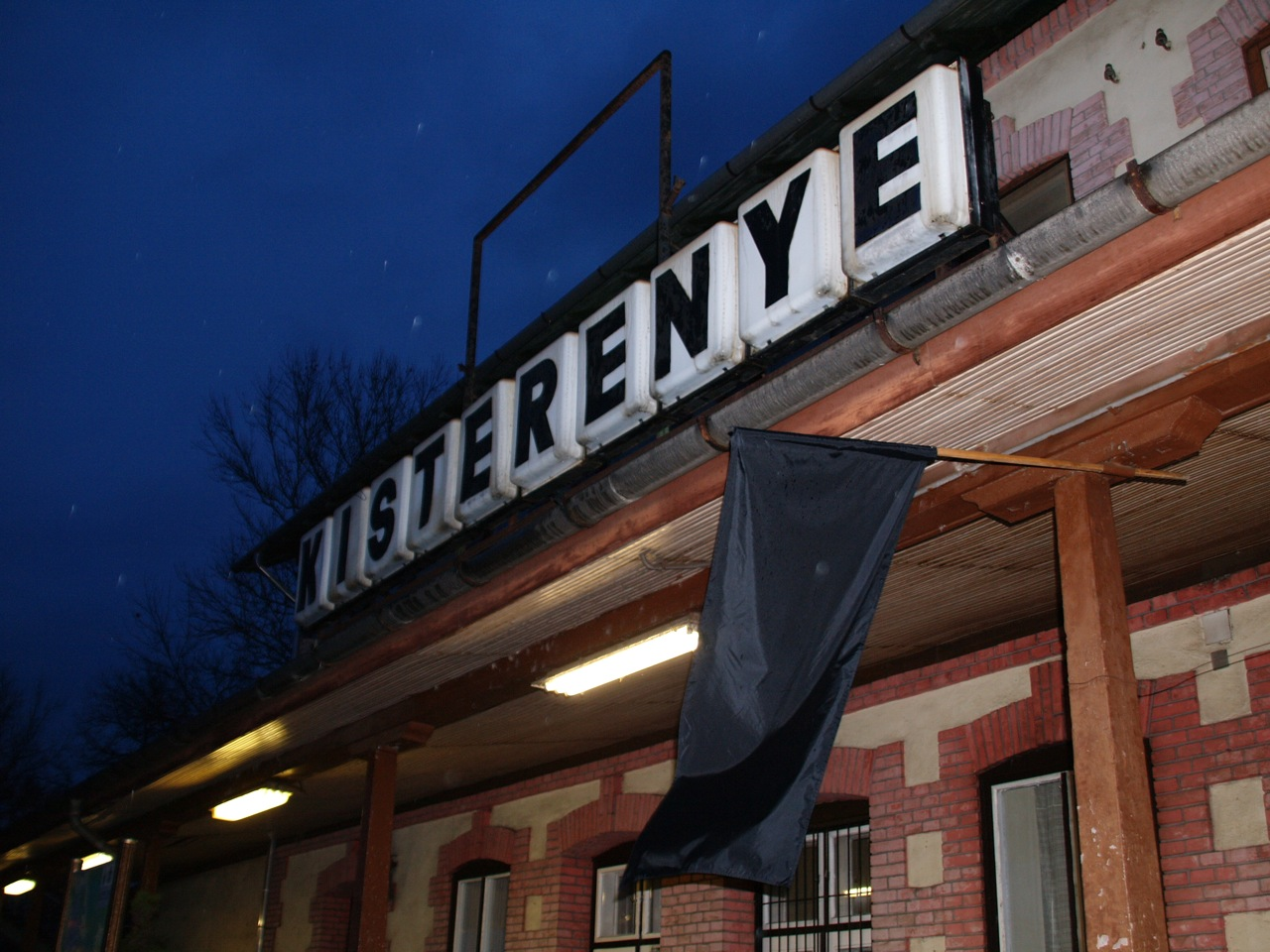
Gyászolt a településrész állomása, miután megszűnt a személyforgalom a Kisterenye–Kál-Kápolna-vasútvonalon

Több látnivaló is van a vasútállomás közelében. Az állomáson egyelőre különleges hangulatú régi karos jelzők vannak, amelyek remekül illenek a régies, elegáns verandás állomásépülethez. A környék látványosságai közé tartozik a meggyőző méretű romos régi víztorony és az egykori körfűtőház, amelyeknek a gőzmozdonykorszakban volt jelentőségük. A körfűtőház megmentése érdekében a 2000-es évek elején helyi szintű szerveződés indult meg, ám ez eredménytelen maradt, mivel az épületet a MÁV a helyi városvezetéssel karöltve 2008. december 12-én éjjel, egy nappal centenáriuma elérése és műemléki védelemmel való automatikus felruházása előtt leromboltatta.

## Gazdasága
Gazdaságának meghatározó része volt a szénbányászat, amely azonban mára letűnt a térségben. Helyét a mezőgazdaság és a turizmus vette át.

## Kulturális értékei

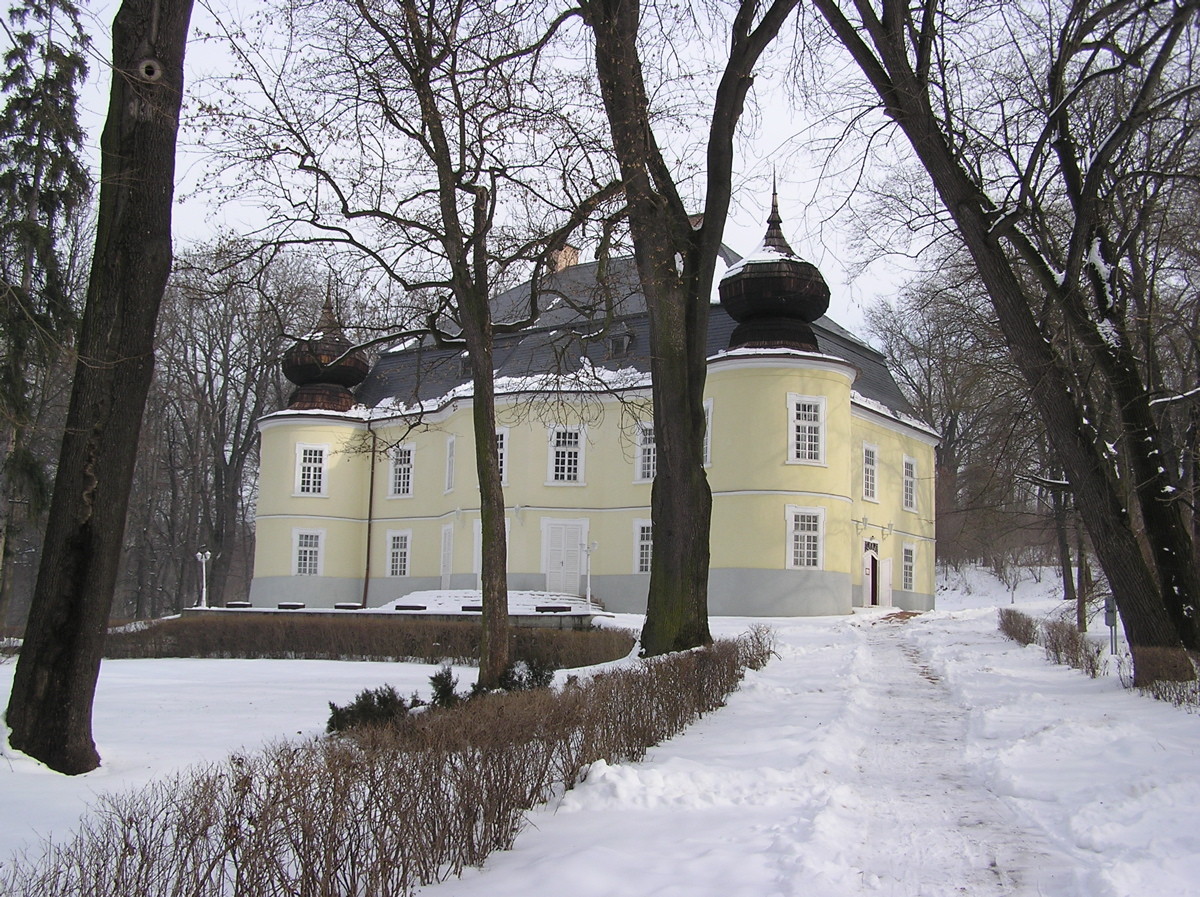
A Gyürky–Solymossy-kastély télen

Kisterenye számos kulturális és természeti értékkel rendelkezik. Ezek legfontosabbika a Gyürky–Solymossy-kastély, amely barokk stílusban épült, a 18. század végén. A felújított épület felső szintjén id. Szabó István egykor főként helyben alkotott faszobrász centenáriumi állandó, a földszinten pedig időszakos kiállítások látogathatók. A kastély két zömök saroktornyát jellegzetes, fából épült hagymakupolák díszitik. Az épületben kicsiny ablakai ellenére is kiválóan tölti be a fény a tágas helyiségeket.
A kastélyt körülvevő ősfás park, amely 1975 óta természetvédelmi terület, lehetőséget kínál hosszas sétákra több helyütt padokkal és ritka növényekkel.
A kastélytól délre látogatható a palóc tájház, amely a falusi életet mutatja be a 20. század elejéről. Régi parasztházból alakították ki, egybegyűjtve a korabeli használati és dísztárgyakat.

## Híres szülöttei
- 1927. július 12-én Gyetvai Elemér világbajnok asztaliteniszező
- 1836. január 29-én gróf Gyürky Ábrahám huszárfőhadnagy, politikus, főispán, titkos tanácsos
- 1833. január 9-én Abonyi Lajos (valódi nevén Márton Ferenc) magyar író, földbirtokos

## Érdekesség
- Neve több más településünkhöz hasonlóan a szlovák tŕň (tövis) szóból származik (pl.: Tarnó, Tarnóc, Tamóca, Tárnok, Tarnóka, Torna, Trencsén, Tőrines)[1]
- 1982-ben itt forgatták a Mint oldott kéve című történelmi tévéfilmsorozatot.